# Bành Dạng
Bành Dạng (chữ Hán: 彭羕, 184 – 220), tên tự là Vĩnh Niên (永年), người quận Quảng Hán , quan viên nhà Thục Hán thời Tam Quốc trong lịch sử Trung Quốc.

## Cuộc đời và sự nghiệp
Bành Dạng mình dài 8 thước, dung mạo khôi ngô, tính kiêu ngạo, xem thường mọi người, chỉ kính trọng người cùng quận là Tần Mật, từng tiến cử ông ta với thái thú Hứa Tĩnh.
Thời Lưu Chương, Bành Dạng làm quan ở Ích châu, không hơn được chức Thư tá. Sau đó ông bị mọi người gièm pha nói xấu với Châu mục Lưu Chương, nên bị Chương phạt cắt râu tóc, đày làm nô lệ.
Năm 214, Lưu Bị vào Thục, đang dừng chân trước khi lên bắc đánh Trương Lỗ. Bành Dạng muốn yết kiến Lưu Bị, bèn đến gặp Bàng Thống. Bàng Thống với Bành Dạng không quen biết, lại đang có khách, Bành Dạng đi thẳng lên giường của Thống mà nằm, nói với Thống rằng: "Đợi khách đi rồi sẽ cùng anh nói chuyện."
Khách đi khỏi, Bàng Thống đến ngồi cùng Bành Dạng, ông trước tiên đòi ăn cơm, rồi mới nói chuyện, nhân đó nghỉ qua đêm, ở lại cả ngày. Thống rất thích Bành Dạng, mà Pháp Chính vốn biết ông, nên cùng nhau tiến cử Bành Dạng với Lưu Bị. Lưu Bị cũng cho rằng Bành Dạng là kỳ tài, vài lần lệnh cho ông tuyên truyền việc quân, điều động chư tướng; Bành Dạng làm việc vừa ý Bị, ngày càng được đánh giá cao. Sau khi chiếm được Thành Đô, Lưu Bị lãnh chức Ích Châu mục, cất nhắc Bành Dạng làm Trị trung tòng sự.
Bành Dạng từ kẻ tù đồ, bỗng chốc có địa vị cao, tỏ ra kiêu ngạo tự đắc, ngày càng quá đáng. Gia Cát Lượng bề ngoài tiếp đãi Bành Dạng, mà trong lòng không ưa; nhiều lần ngầm nói với Lưu Bị rằng Bành Dạng tâm lớn chí cao vượt quá tài năng của bản thân. Lưu Bị tín nhiệm Lượng, tra xét việc làm của Bành Dạng, dần lạnh nhạt với ông. Năm 220, Lưu Bị giáng chức ông, đưa ra làm thái thú Giang Dương.
Bành Dạng sắp lên đường, trong lòng không vui, ghé thăm Mã Siêu. Mã Siêu hỏi: "Anh có tài năng hơn người, chúa công đối đãi rất trọng, cho rằng anh cùng Khổng Minh, Hiếu Trực ngang hàng với nhau, vì sao lại ra ngoài nhận một quận nhỏ, khiến mọi người thất vọng?" Bành Dạng đáp: "Tên lính già hoang đường vô lý, nhắc đến làm gì! Anh ở bên ngoài, ta ở bên trong, thiên hạ không đủ để bình định!"
Mã Siêu mới về hàng Thục, trong lòng thường lo sợ, nghe Bành Dạng nói thì cả kinh, im lặng không đáp. Bành Dạng về, Mã Siêu làm biểu thuật lại lời ấy, vì thế ông bị bắt giữ.
Bành Dạng ở trong ngục gửi thư cho Gia Cát Lượng để giãi bày, nhưng không có kết quả. Cuối cùng Bành Dạng bị giết, hưởng dương 37 tuổi.